# Ridge Racer (computerspelserie)
Ridge Racer (リッジレーサー, Rijji Rēsā) is een serie van racespellen die wordt ontwikkeld en uitgegeven door Namco. De serie begon met Arcadespellen en werd daarna ook uitgegeven op spelcomputers. In de spellen racen spelers in of rondom het ficitieve Ridge City. De virtuele mascotte van het spel is Reiko Nagase. Het eerste spel in de serie werd uitgegeven in 1993 en de serie heeft in totaal vier arcadespellen, elf consolespellen en negen spellen voor mobiele telefoons en andere draagbare apparaten. Het spel staat goed aangeschreven en wordt gezien als invloedrijk in de wereld van de racespellen.

## Gameplay
Hoewel er verschillen zijn tussen de vele spellen, is de gameplay van de Ridge Racer serie relatief consistent gebleven. De races vinden meestal plaats in de straten van Ridge City of op andere openbare wegen (hoewel er ook een aantal circuits in het spel zitten). De speler begint op de laatste plaats en heeft een aantal rondes de tijd om zijn tegenstanders in te halen en uiteindelijk de race te winnen. Omdat veel van de bochten op het parcours niet met racesnelheden te nemen zijn, moeten spelers door de bochten driften en proberen hierbij zoveel mogelijk snelheid vast te houden. In het meest recente consolespel in de serie, Ridge Racer Unbounded, veranderde de focus van het spel van driften naar vernietiging.
In de arcadespellen (en de consolespellen die hierop gebaseerd zijn), racen de spelers ook tegen de tijd, waarbij er tijd aan de klok toegevoegd wordt wanneer de speler een volledige ronde gereden heeft. De race eindigt als de timer afloopt of wanneer de speler de laatste ronde van de race voltooit, afhankelijk van welke van de twee eerst gebeurt. In consoleversies moeten spelers op een vooraf vastgestelde plaats eindigen om verder te kunnen in het spel.
Latere spellen in de serie breidden de basis van het spel uit door de toevoeging van nieuwe spelelementen; zo konden sommige auto's makkelijker driften, maar waren ze moeilijker om te besturen, terwijl anderen makkelijker waren om te besturen, maar minder goed konden driften. Een andere recente toevoeging was "nitro", waarmee de speler zijn auto een korte tijd sneller kan laten gaan. De nitro kan weer worden opgeladen door te driften in de bochten.
De racebanen in de Ridge Racer serie liggen vaak in of om Ridge City, een fictionele kuststad. De omgeving van Ridge City is zeer divers. Er liggen onder andere stranden, bossen, vlakke stukken grond en bergen. Het formaat van Ridge City is tijdens de ontwikkeling van de serie steeds verder uitgebreid, waarbij er constant nieuwe regio's en racebanen toegevoegd werden. De meeste versies van het spel bevatten ook de racebanen uit Ridge Racer en Ridge Racer 2. Veel van de banen in de spellenreeks delen onderdelen, waarbij stukken toegevoegd of verwijderd zijn om een nieuwe baan te creëren. Ook kunnen spelers sommige banen omgekeerd berijden.
De Ridge Racer spellen gebruiken over het algemeen fictieve auto's met een stijl die is gebaseerd op die van echte auto's op dat moment. In latere spellen komen autobedrijven voor die meerdere voertuigen aanbieden. Zo is "Kamata" bijvoorbeeld een Japanse autoproducent die zich specialiseert in compacte sportauto's, produceren de Italiaanse bedrijven "Assoluto" en "Soldat" supercars zoals Ferrari , produceert het Duitse "Himmel" supercars die vergelijkbaar zijn met de Porsche Boxster, en produceert het Amerikaanse "Danver" muscle cars, trucks en SUV's. De meeste auto's in het spel ontlenen hun namen en sponsoren aan andere computerspellen van Namco.

## Spellen

### Arcadespellen
| Titel                        | Jaar | Platform         | Beschrijving |
| ---------------------------- | ---- | ---------------- | --- |
| Ridge Racer                  | 1993 | Namco System 22  | Ook uitgegeven als Ridge Racer Full Scale, dat wordt bestuurd met een auto en Pocket Racer voor het Namco System 11. |
| Ridge Racer 2                | 1994 | Namco System 22  | een update van het originele Ridge Racer spel met multiplayer, een geremixte soundtrack en een achteruitkijkspiegel. |
| Rave Racer                   | 1995 | Namco System 22  | |
| Ridge Racer V: Arcade Battle | 2001 | Namco System 246 | |

### Consolespellen
| Titel                  | Jaar | Platform                                   | Beschrijving |
| ---------------------- | ---- | ------------------------------------------ | --- |
| Ridge Racer            | 1994 | PlayStation                                | Lanceertitel. Vergelijkbaar met de arcadeversie, maar met de mogelijkheid om in third-person te spelen. Debuut van 13th Racing. Een nieuwe versie van het originele spel, met de naam Ridge Racer Turbo (in Europa bekend als Ridge Racer Hi-Spec Demo) had een beperkt aantal spelmodi maar liep met 60 frames per seconde en maakte gebruik van gouraud shading. Deze versie zat als bonus bij R4: Ridge Racer Type 4. |
| Ridge Racer Revolution | 1995 | PlayStation                                | 13th Racing Kid en White Angel maakten hun debuut in dit spel door de speler uit te dagen in de Time Trial mode. De soundtrack komt van Ridge Racer 2. |
| Rage Racer             | 1996 | PlayStation                                | Dit spel zag het debuut van de herkansingsregel en aanpassingen aan de voertuigen. |
| R4: Ridge Racer Type 4 | 1998 | PlayStation                                | Volgt de formule van Rage Racer, maar in plaats van aanpassingen aan de auto's kan de speler een van de vier raceteams kiezen. |
| Ridge Racer 64         | 2000 | Nintendo 64                                | Niet uitgegeven in Japan. Bevat racebanen uit Ridge Racer en Ridge Racer Revolution en een eigen zet woestijnlandschappen exclusief op de Nintendo 64. |
| Ridge Racer V          | 2000 | PlayStation 2                              | Lanceertitel. Laat spelers kleine aanpassingen maken aan hun auto, heeft Grand Prix races zoals die ook voorkomen in R4. |
| Ridge Racer 6          | 2005 | Xbox 360                                   | Lanceertitel. |
| Ridge Racer 7          | 2006 | PlayStation 3                              | Lanceertitel. Laat spelers hun volledige auto naar wens aanpassen. |
| Ridge Racer Unbounded  | 2012 | Microsoft Windows, PlayStation 3, Xbox 360 | Niet uitgegeven in Japan. |

### Spellen voorhandhelden mobiele apparaten
| Titel                    | Jaar | Platform             | Beschrijving                                                                                              |
| ------------------------ | ---- | -------------------- | --- |
| Ridge Racer DS           | 2004 | Nintendo DS          | Niet uitgegeven in Japan. Een port van Ridge Racer 64 waarbij de speler kan sturen via het aanraakscherm. |
| Ridge Racer              | 2004 | PlayStation Portable | Lanceertitel. Nieuwe voertuigen met racebanen uit vorige spellen.                                         |
| Ridge Racer              | 2005 | J2ME                 | |
| Ridge Racer 2            | 2006 | PlayStation Portable | Hield zich aan dezelfde formule als de originele Ridge Racer voor de PlayStation Portable.                |
| Ridge Racer Accelerated  | 2009 | iOS                  | |
| Ridge Racer Drift        | 2010 | Windows Mobile       | |
| Ridge Racer 3D           | 2011 | Nintendo 3DS         | Lanceertitel                                                                                              |
| Ridge Racer              | 2011 | PlayStation Vita     | Lanceertitel                                                                                              |
| Ridge Racer Slipstream   | 2013 | Android, iOS         | |
| Ridge Racer Draw & Drift | 2016 | Android, iOS         | |

### Spin-offs
| Titel                    | Jaar | Platform                      | Beschrijving                                                                                               |
| ------------------------ | ---- | ----------------------------- | --- |
| R: Racing Evolution      | 2003 | GameCube, PlayStation 2, Xbox | Een spin-off waarin auto's van echte fabrikanten voorkomen.                                                |
| Critical Velocity        | 2005 | PlayStation 2                 | alleen uitgegeven in Japan. Voorheen bekend als Rune Chaser. Spin-off waarin Ridge Racer auto's voorkomen. |
| Pachi-slot Ridge Racer   | 2008 | PlayStation 2                 | alleen uitgegeven in Japan                                                                                 |
| Pachi-slot Ridge Racer   | 2008 | pachislot                     | parodie van de Ridge Racer-serie (alleen uitgegeven in Japan).                                             |
| Pachi-slot Ridge Racer 2 | 2009 | pachislot                     | parodie van de Ridge Racer-serie (alleen uitgegeven in Japan).                                             |

## Ontvangst
De originele Ridge Racer werd erg goed ontvangen door critici wegens zijn 3D graphics, audio, en de driftmechanieken. Het spel kreeg ook een port naar de PlayStation, waar het een van de meest succesvolle spellen in de vroege jaren was. Het spel wordt ook gezien als de oorzaak van de dominantie van de PlayStation over de Sega Saturn tussen 1994 en 1995.
De opvolgers uit de jaren 90 waren ook zeer succesvol. Met name Ridge Racer Type 4 wordt vaak gezien als het beste spel in de serie. Ridge Racer V kreeg matige beoordelingen, maar de daarop volgende PSP-titel werd weer geroemd. Reiko Nagase, de mascotte van het spel, wordt vaak gezien als een van de meest herkenbare vrouwelijke karakters uit spellen.
Ridge Racer 7 uit 2006 wordt gezien als het hoogtepunt van de serie, voordat deze in populariteit begon te zakken. De Vita-titel werd negatief beoordeeld en het meest recente consolespel, Ridge Racer Unbounded, werd verweten te veel af te wijken van het driften en te veel te neigen naar vernietiging, die beter in de Burnout serie zou passen. Het spel werd nooit zo populair als zijn voorgangers en werd nooit uitgegeven in Japan.